# Famille de Jouffroy d'Abbans
Pour les articles homonymes, voir Jouffroy.
La famille de Jouffroy d’Abbans est une famille subsistante de la noblesse française, originaire de Franche-Comté dont La filiation suivie remonte à Perrin Jouffroy, marchand de Luxeuil, anobli en 1444 par lettres du duc de Bourgogne. Elle est avec la famille de Jouffroy-Gonsans l'une deux seules branches subsistantes de la famille de Jouffroy. Elle donna notamment le marquis Claude François de Jouffroy d'Abbans (1751-1832) un des premiers inventeurs de la navigation à vapeur.

## Origines
La famille de Jouffroy a une filiation prouvée qui remonte à Perrin Jouffroy, marchand de Luxeuil qui vint se fixer vers 1435 à Besançon et fut anobli par lettres de Philippe le Bon en 1444.
Des auteurs anciens ont relié cette famille à un Jean dit Jouffroy, seigneur de Bletterans, dont le testament est mentionné en 1347 dans les testaments de l'officialité de Besançon mais cette origine a été contestée lorsque le chef de la branche d’Abbans fit une demande et présenta ses preuves en 1782 pour les honneurs de la cour.
Au XIXe siècle, certains auteurs, partant d’une ressemblance d’armoiries (fascé d’or et de sable de six pièces), ont écrit que la famille de Jouffroy serait issue de la famille de Ria en Cerdagne espagnole, dont une branche se serait fixée en Franche-Comté à une époque inconnue, mais il n’existe aucune preuve à cela, la filiation suivie de la famille de Jouffroy ne remontant pas au-delà de Perrin Jouffroy, marchand à Luxeuil, qui s’installa à Besançon en 1435.
À l'époque contemporaine, ces origines ne sont plus retenues :
Sylvain Pidoux de la Maduère dans ses Notices généalogiques (1963) écrit « les documents ne prouvent pas que les Jouffroy, de Luxeuil soient issus de l’ancienne famille Jouffroy, de Bletterans. Cette filiation serait essentiellement prouvée par l’acte du 10 juillet 1411, aux termes duquel Huguenin de Jouffroy, écuyer, demeurant à Luxeuil, donne son approbation au mariage de Perrin Jouffroy, son fils, avec Jeannette de Savigny. Or nous savons que Jeannette de Savigny épousa en effet, mais bien plus tard, Perrin Jouffroy, puisqu’en 1421 et 1424 elle était encore mariée à Jean Prévost. S’ensuit la certitude qu’on se trouve ici en face d’un faux. Tout ce qui en découle est donc sujet à caution.».
Il indique que l'on trouve très anciennement des Jouffroi à Luxeuil : 
- Jean Joffridi, notaire à Faucogney teste en 1358 ;
- Pepin Joffridi, bourgeois de Luxeuil teste en 1366 ;
- Jean Joffridi est signalé en 1388 au testament de Richard Séchal, de Vy.

Il écrit que la filiation suivie de la famille de Jouffroy commence avec Perrin Jouffroy, marchand de Luxeuil, fils de Jeannette Hinzelin, qui s’établit en 1435 à Besançon où il fera une fortune considérable. Il est au nombre des notables de la ville de Besançon le 3 février 1441 et des quatorze gouverneurs le 31 octobre 1443. Il participera à la lutte de la Cité contre son archevêque, ce qui lui vaudra une excommunication temporaire. Co-gouverneur de Besançon, il est anobli par lettres de Philippe le Bon en 1444.
Le baron de Woelmont de Brumagne dans ses notices généalogiques (1923) indique que selon Chérin la famille de Jouffroy est issue de Perrin Jouffroy «marchand et fils de marchand à Luxeuil, anobli par lettres signées de Philippe le Bon, duc et comte de Bourgogne, au mois de septembre 1444 (enregistrées le 20 décembre 1445), et données à la sollicitation de Jean Jouffroy, fils dudit Perrin, qui de simple religieux bénédictin, était parvenu aux dignités d’évêque et de cardinal».
Henri Jougla de Morenas dans le Grand Armorial de France (1939) fait remonter la famille de Jouffroy à Perrin Jouffroy, anobli en 1444 par lettres du duc de Bourgogne et qui eut entre autres: Jean Jouffroy (1412-1473), évêque d’Arras et d’Albi, ambassadeur, conseiller du roi Louis XI et Pâris Jouffroy qui de son mariage vers 1444 avec Pierrette Maillardet fut à l’origine de plusieurs branches qui donnèrent les familles de Jouffroy-Gonsans (subsistante), de Jouffroy d’Uzelles (éteinte en 1785), de Jouffroy-Novillars (éteinte en 1760) et de Jouffroy-d’Abbans (subsistante).
Régis Valette dans son Catalogue de la noblesse française (2007) indique que la famille de Jouffroy fut anoblie en 1444.

## Histoire
La branche de Jouffroy d’Abbans a pour auteur Jacques de Jouffroy, seigneur de Marchaux et d’Abbans, second fils de Pâris Jouffroy et de Pierrette Maillardet, marié en 1484 Anne de Joux, dernière descendante de sa maison et héritière de la seigneurie et du château d'Abbans, qui passèrent dans la famille de Jouffroy. Depuis cette époque, le château d’Abbans est resté dans la descendance de la famille de Jouffroy d’Abbans.
La famille de Jouffroy d’Abbans compta de nombreux officiers qui au cours des siècles s’illustrèrent dans la carrière des armes, d’abord au service de la maison de Habsbourg, souverains du Comté de Bourgogne puis des rois de France.
Plusieurs de ses membres furent chevaliers de l'ordre de Saint-Georges et de l’ordre de Saint Louis.
Lors du siège défensif de Lille en automne 1708, Claude François de Jouffroy d'Abbans (1682-1771) se distingua aux côtés du maréchal de Boufflers, aussi, par lettre patente de mai 1709 enregistrée le 27 mars 1715, Louis XIV érigea en sa faveur ses terres d'Abbans, Villars-Saint-Georges et dépendances en marquisat de Jouffroy d'Abbans,.

## Branches

### Branche fixée au Brésil en 1820
Au début du XIXe siècle, Jean-Charles-Gabriel de Jouffroy d'Abbans (1788-1820), troisième fils du marquis Claude François Dorothée de Jouffroy d'Abbans (1751-1832), inventeur des bateaux à vapeur, épousa N. Marmillon, fille de l'artisan d'Abbans qui avait aidé son père dans ses constructions et s'embarqua au Havre le 11 octobre 1820 pour chercher fortune au Brésil. Il mourut à Fejoca en 1826 à 38 ans, laissant son fils Louis (né en 1817), alors âgé de 9 ans, à la charge de son épouse qui lui survécut une vingtaine d'années au Brésil « n'ayant rien pour vivre ». En 1894 son fils, Luiz de Jouffroy d'Abbans vivait alors « dans la plus profonde misère » à Villaciosa, dans la province de Bahia. On ignore s'il eut des descendants,,.

### Branche fixée en Angleterre en 1940
Une descendance portant le nom de Jouffroy d'Abbans se fixa en 1941 en Angleterre avec Jacqueline de Jouffroy d'Abbans (née le 20.01.1918 et décédée en 1996 à Kingsclere, Hampshire, Angleterre) fille du marquis Marie Joseph Albert de Jouffroy d'Abbans (né en 1874) et de Clémentine Dièghe,,.
Jacqueline de Jouffroy d'Abbans fut la mère de Jean Williams Charles de Jouffroy d'Abbans (né en 1941, décédé en 1992 à Hampshire, Angleterre), qui eut deux filles : Anoushka Jacqueline de Jouffroy d'Abbans (née en 1976) et Rosanna Katharine de Jouffroy d'Abbans (née en 1978), qui portent de nos jours le nom Jouffroy d'Abbans en Angleterre.
Jacqueline de Jouffroy d'Abbans épousa ensuite en 1952, le Major Thomas Sidney Astell, dont Isabelle Jacqueline Laline Astell (née en 1955 à Bruxelles), mariée en 1982 à Merlin Sereld Victor Gilbert Hay, 24e comte of Erroll.

## Personnalités

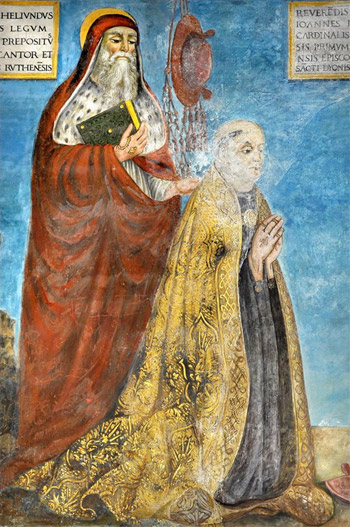
Cardinal Jean Jouffroy.

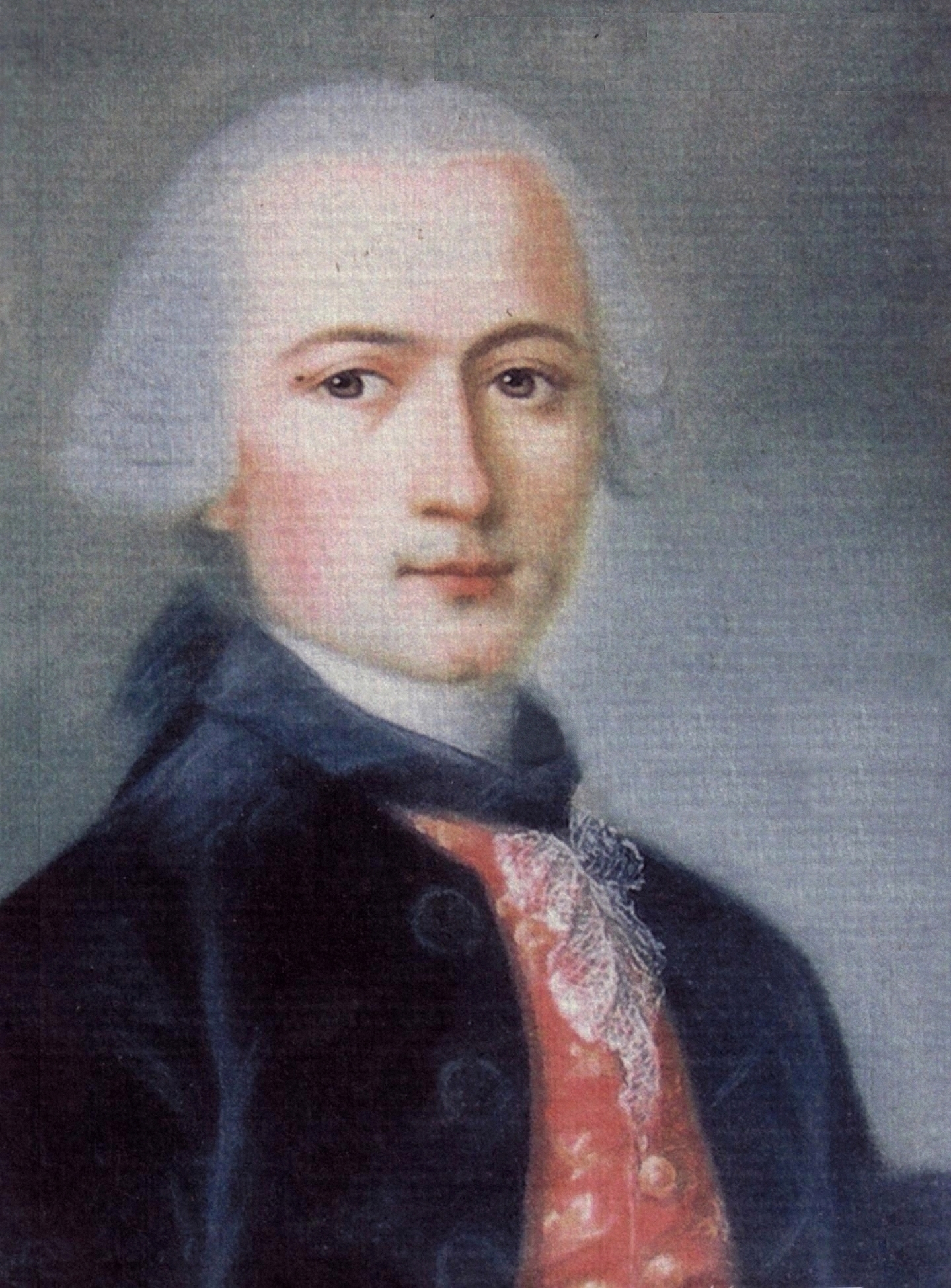
Claude François Dorothée marquis de Jouffroy d'Abbans (1751-1832).

- Le cardinal Jean Jouffroy, (1412-1473). D’abord aumônier du duc de Bourgogne qui lui confie plusieurs ambassades dont celle auprès du Pape Nicolas V, il est nommé abbé de Luxeuil en 1450, évêque d'Arras en 1453, et légat en France du Pape Pie II en 1459. Ministre du roi Louis XI vers 1460, il est créé cardinal en 1461 et nommé évêque d'Albi en 1462. Il devient abbé de Saint-Denis en 1464. À son décès son corps est embaumé et inhumé dans la cathédrale d'Albi[20].
- Hélion Jouffroy (†29 septembre 1529), neveu du précédent, clerc du diocèse de Besançon et docteur en droit civil, chanoine et grand chantre de la cathédrale Notre-Dame de Rodez, en date du 21 novembre 1467, puis prévôt de la cathédrale Sainte-Cécile d'Albi et du chapitre collégial de Saint-Salvi d'Albi; héritier d'une bonne partie de la fortune de son oncle, il fonde le couvent des chartreux de Rodez à partir de 1511, puis de celui du nouvel ordre des annonciades à partir de 1515[21].
- Claude François Dorothée marquis de Jouffroy d'Abbans (1751-1832), inventeur de la navigation à vapeur. D’abord lieutenant au régiment de Bourbon-Infanterie, une altercation avec le comte d’Artois lui vaut en 1772 une lettre de cachet pour être emprisonné pendant deux ans au fort Royal sur l’île Sainte-Marguerite (archipel de Lérins). De sa cellule, il observe le passage des galères, cette observation serait à l’origine de sa recherche pour l’application de la vapeur à la navigation[22]. Architecte naval et ingénieur il fut l’inventeur et le constructeur des premiers bateaux à vapeur, avec le Palmipède (1776 à Baume les Dames), le Pyroscaphe (1783 à Lyon) et le Charles-Philippe (1816 à Paris-Bercy)[23]. Une rue du 17e arrondissement de Paris ainsi qu’une rue de Lyon portent son nom en son honneur. Deux statues qui le représentent observant le cours de l’eau, sont implantées sur le quai du Doubs et le pont Battant à Besançon.
- Claude Balthazar comte de Jouffroy d’Abbans (1757-1792), frère cadet du précédent. Garde du corps du roi, il fut chargé d’arrêter le cardinal de Rohan lors de l'affaire du collier de la reine[24].
- Achille de Jouffroy (1785-1859), fils de Claude François Dorothée de Jouffroy d'Abbans. Ingénieur dans les forces maritimes du royaume d'Italie, directeur pendant deux ans des mines de plomb de Vice Novo puis commissaire de guerre du 2e corps d'armée à Udine, il revint en France en 1814 et suivit Louis XVIII à Gand en 1815 et le nomma chevalier de la légion d'honneur. Directeur de la « Gazette de France » de 1816 à 1823 et auteur des Fastes de l'anarchie sur la Révolution[25], après la chute de Charles X, il se retira à Londres, où il publia le journal "La Légitimité" dont la publication fut interdite en France. Il abandonna ensuite la politique et retourna en France où il fit breveter plusieurs inventions dont en 1843, un système de chemin de fer comportant un troisième rail à crémaillère. En 1856, le gouvernement sarde lui demanda un projet de chemin de fer à travers les Alpes par le Mont Cenis, il se rendit pour cela en Italie, mais mourut à Turin le 1er décembre 1859[26],[27].
- Alphonse comte de Jouffroy d’Abbans (1823-1899), petit neveu de Claude François Dorothée[28], général et officier d’ordonnance de Napoléon III[29],[30].
- Le comte Charles Joseph de Jouffroy d'Abbans (1820-1903), petit neveu de Claude François Dorothée[31], député du Doubs de 1889 à 1897.

## Armes
Les armes de la famille se blasonnent ainsi Fascé d'or et de sable à 6 pièces, la première fasce de sable chargée de 2 croisettes tréflées d’argent.
Ces armes sont indiqués dans l'Armorial Baverel (1780) et dans les armoriaux de L. Suchaux (1878) et J. Gauthier (1911). Elles se trouvent dans les manuscrits enluminés du cardinal Jouffroy et dans sa chapelle funéraire de la cathédrale d'Albi ainsi que sur la tombe de Charles de Saint-Mauris (mort en 1659) à Saint-Hippolyte, parmi celles de ses huit quartiers[réf. nécessaire] et sur le jeton du cogouverneur Pierre-François de Jouffroy de Novillars en 1666[réf. à confirmer].
Note : L'Armorial Lampinet (1748) donne la description des mêmes armes Fascé d'or et de sable à 6 pièces, la première fasce de sable chargée de 2 croisettes tréflées d’argent, mais le dessin des armes donne par erreur la première fasce de sable. Cette inversion a été reprise dans un certain nombre d' auteurs d'armoriaux et nobiliaires des XVIIIe et XIXe siècles (Dunod de Charnage, de Lurion, Riestap, Rivoire de la Batie, Pidoux de la Maduère etc.)

## Possessions
- Seigneuries de Marchaux, d'Abbans, d’Osselle, de Byans, de Villars Saint Georges.
- Maison du cardinal Jouffroy à Luxeuil (Haute-Saône)
- La Tour des échevins à Luxeuil (Haute-Saône)
- Hôtel de Jouffroy à Albi
- Hôtel du Bouteiller à Besançon (Doubs)
- Château d'Abbans (Doubs)

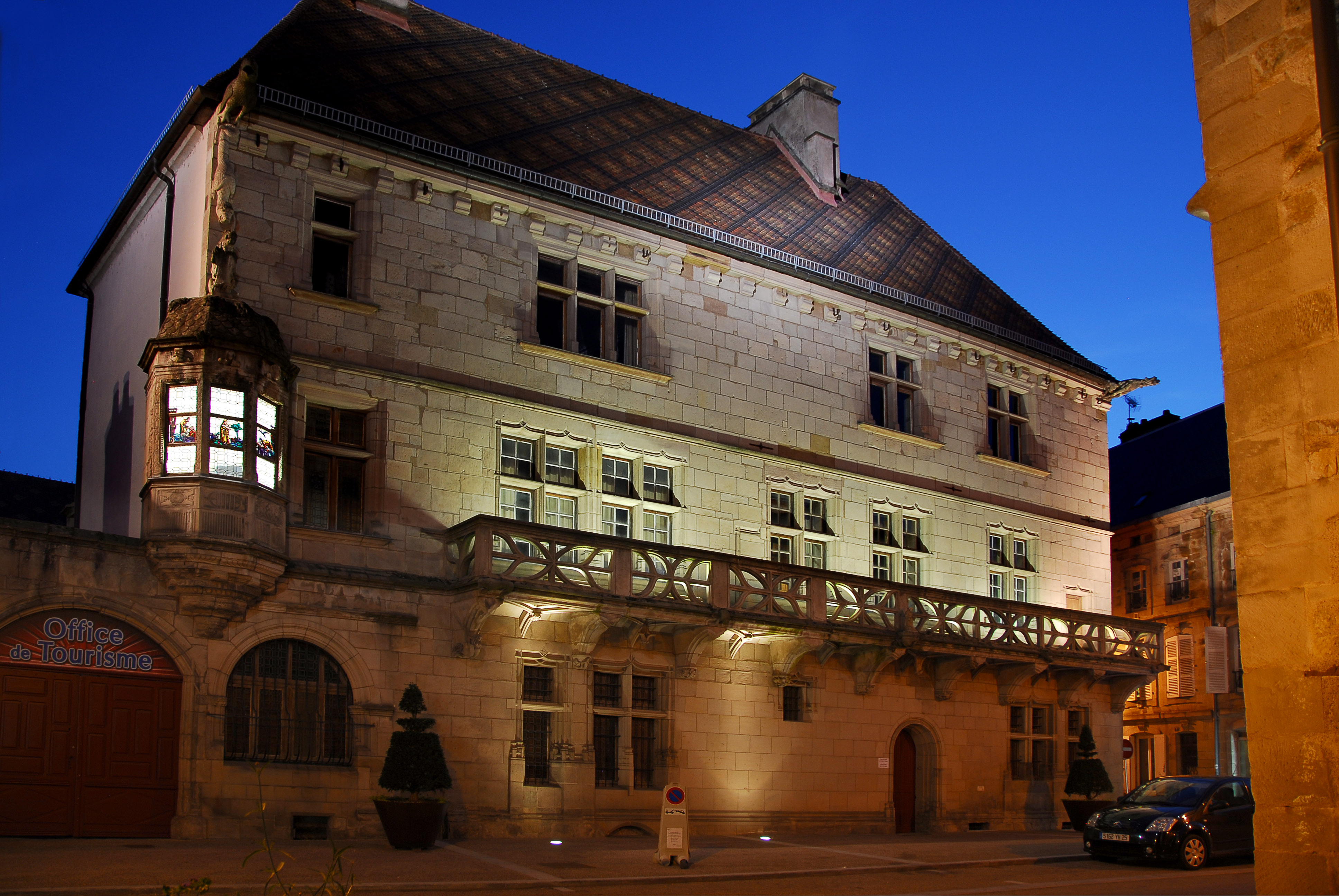
Maison du Cardinal Jouffroy à Luxeuil (Haute-Saône)
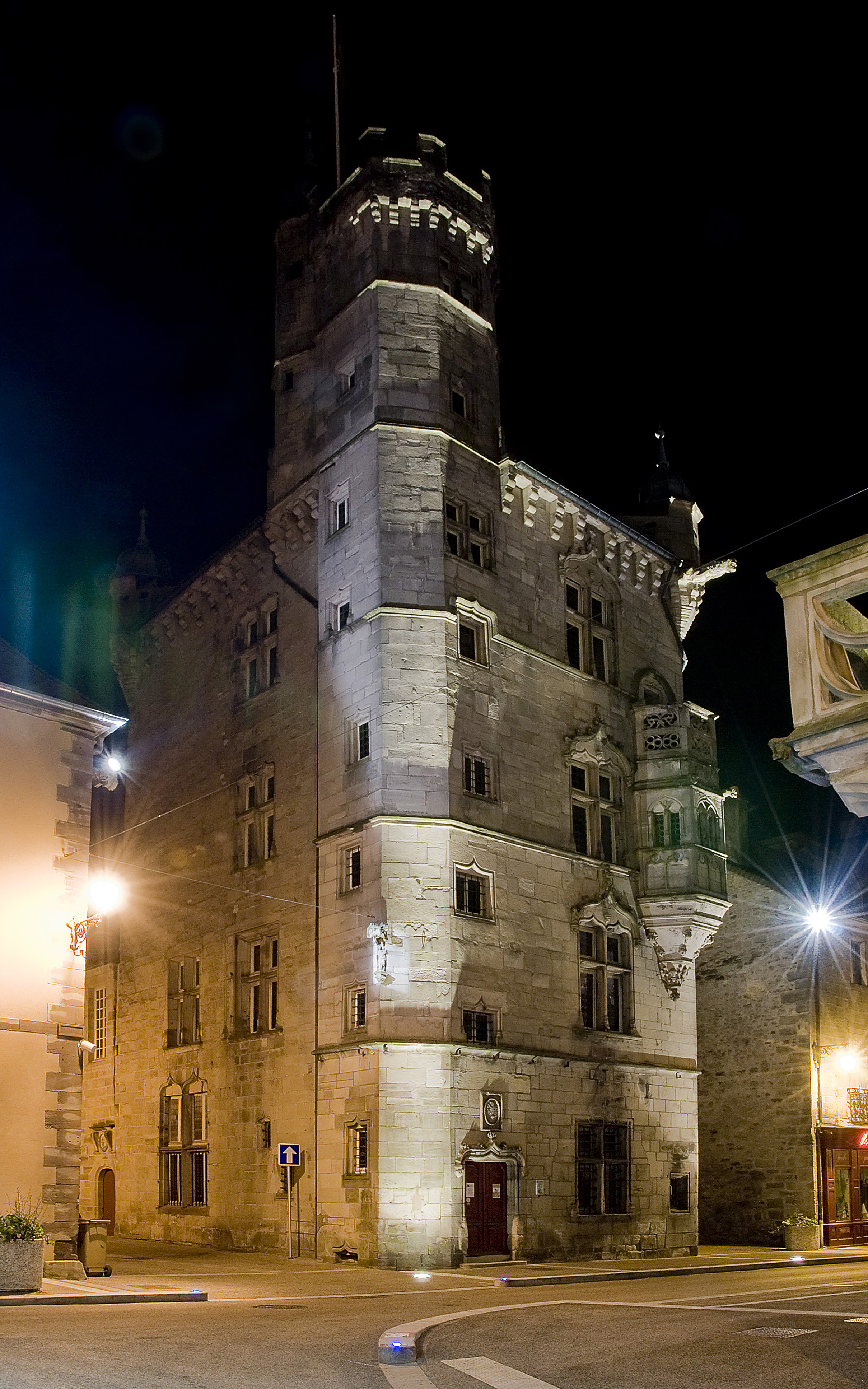
Tour des Echevins à Luxeuil (Haute-Saône)
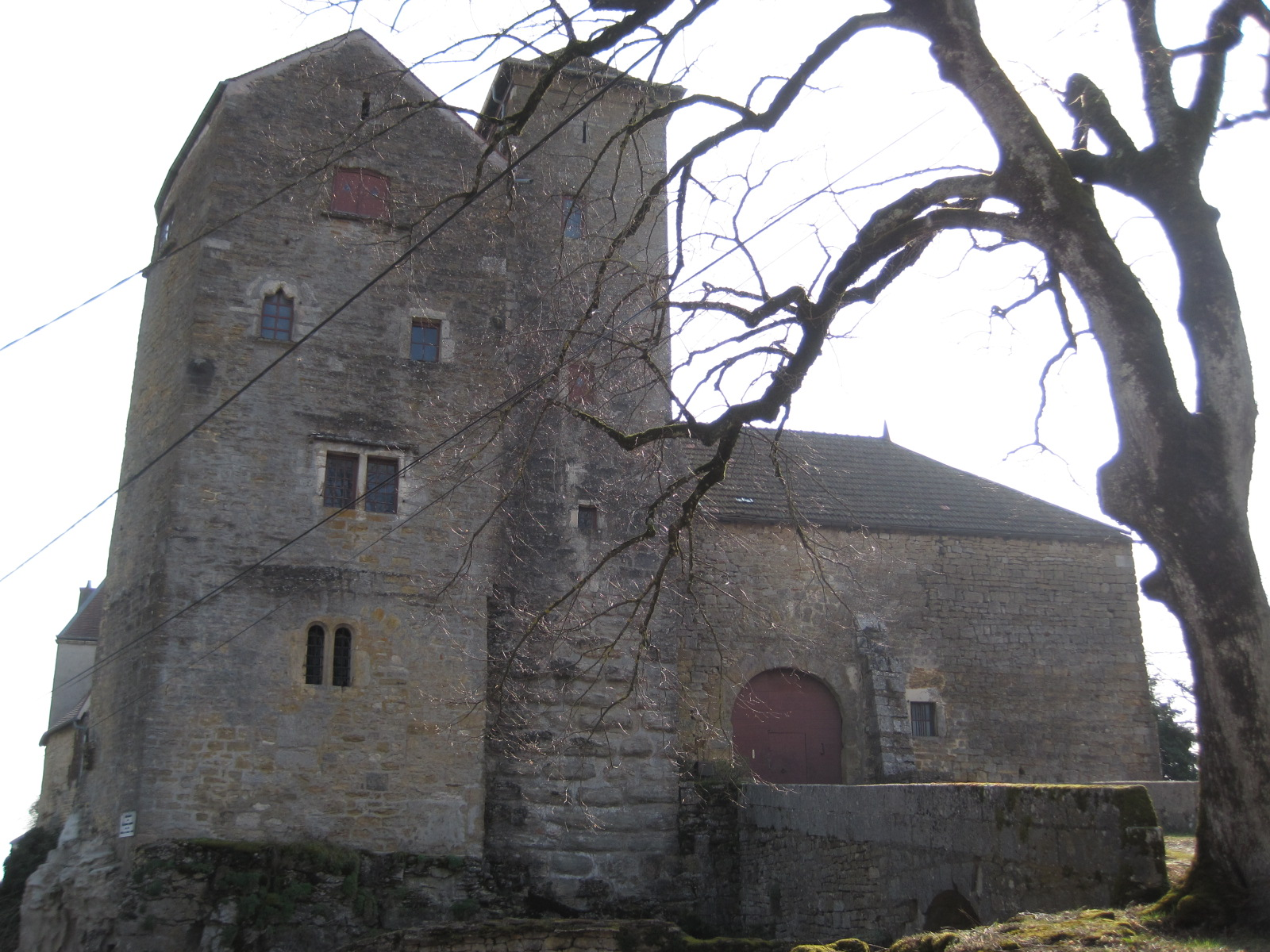
Château d'Abbans (Doubs)
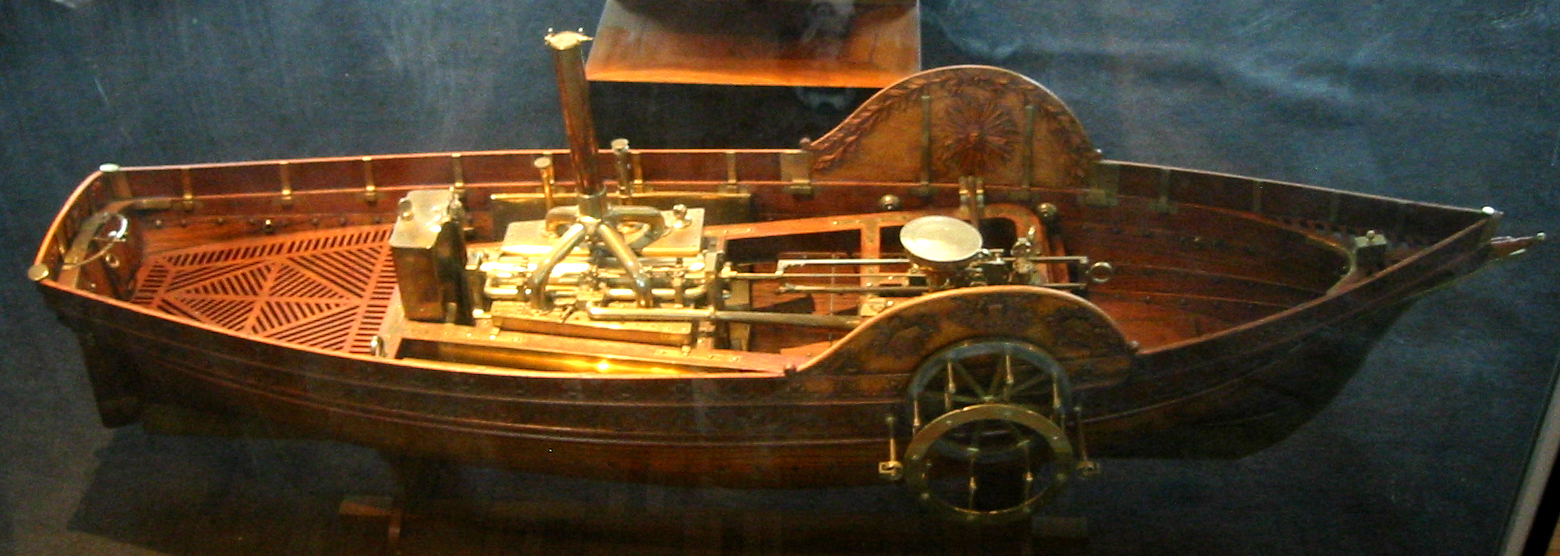
Maquette conservée au Musée de la Marine à Paris du Pyroscaphe construit par le marquis de Jouffroy d'Abbans.

## Alliances
Les principales alliances de la famille de Jouffroy d’Abbans sont : de Joux, d’Occors, de Jouffroy-Gonsans, de Chassagne, Poutier de Saône, Mouchet de Battefort de laubespin, de Pons de Rennepont, Pingon de Vallier, de Gestas de Lespéroux, de Prélange, de Scépeaux, de Boutechoux de Chavannes, de La Forest-Divonne, Arnoulx de Pirey, de Moréal de Brévans, Jacque de Mainville, Perrenot du Breuil, de Costart, Maire du Poset, de Broé, Pâris de  Bollardière, Franchet de Rans, de Romeuf, d’Orlier de Saint-Innocent, de Scey-Montbéliard, Desbiez de Saint-Juan, de Buyer-Mimeure, Faget de Casteljau, Leclerc de Pulligny.